# Pou de gel d'Almenar
El Pou de gel d'Almenar és un monument del municipi d'Almenar (Segrià) inclòs en l'Inventari del Patrimoni Arquitectònic de Catalunya.

## Descripció
Pou de gel amb estructura de fossa que parteix d'una base cilíndrica de 6,85 m de diàmetre i les parets pugen fins a tancar-se en una cúpula que deixa una obertura circular d'1,5 m de diàmetre. L'alçada del pou és de 8,25 m. Es va construir amb filades de carreus ajuntats amb argamassa. Els de la part superior es veuen més ben conservats que els inferiors, possiblement per l'erosió. En una filera de la meitat superior s'observen dues marques diferents de picapedrers.
La porta, encarada al nord, s'obre a la meitat del pou i té les següents mides: 1,70 m per 0,55 m. Al fons del pou hi ha una canal feta de pedra que recollia l'aigua del gel que s'anava desfent per abocar-la a l'exterior. La sortida d'aquest desguàs no se sap exactament on és. Podria coincidir en un punt on es va produir una caiguda de carreus, motivada per l'erosió.
El pou de gel d'Almenar és construït a l'interior d'un turó proper al pont de la Munya de la séquia, de forma fusiforme, habitual en altres pous de Lleida, com el de Juneda i sobretot el de Guissona.

## Història
Els pous de gel solien estar en un turonet que buidaven, com en aquest cas. La finalitat del pou era poder emmagatzemar gel per fer-lo servir a l'estiu per conservar aliments, per fer refrescos i per guarir algunes malalties. Es recollia la neu i en el cas d'Almenar les llengües de gel que es formaven a la séquia i potser, fins i tot, les crostes de gel pròximes a les basses de cànem. El gel s'anava col·locant entre capes de palla i el premsaven. Amb el gel trinxat reomplien les escletxes, compactant el gel amb palla i branquillons. Es tancaven bé les obertures i es deixava fins a l'estiu. Aleshores el treien i el tallaven en barres, la qual cosa en facilitava l'aprofitament i el transport. No hi ha cap mena de documentació sobre el comerç de gel del pou d'Almenar. Segurament servia per autoabastir-se.
Basant-nos en la tècnica constructiva d'altres pous, el podríem establir ben bé als segles XVI o XVII. Segons la tradició local, s'empouaven les peces de gel procedent de la séquia o d'alguna bassa propera al pou. Segons consta a les actes de la Junta de Sequiatge de Lleida (AJSL, Actes, segle xviii), constaten que a la séquia de Pinyana, durant el segle xviii calia contractar jornalers per tal que trenquessin el gel els mesos d'hivern i l'aigua circulés. El pou de glaç d'Almenar s'arrendava durant la segona meitat d'aquest segle, no tenim notícies anteriors.
Segons les tabes municipals l'arrendatari havia d'encetar el gel el tercer diumenge de maig i n'havia de vendre fins a Tots Sants. Durant el temps de l'arrendament podia vendre vi i aiguardent fred. Tenia l'obligació de donar tot el gel que necessites l'ajuntament de franc. L'any 1773, el preu de venda era de: 18 onces de gel per un quarto, i una rova per un ral.